# Алианс за промяна
Алиансът за промяна (на английски: Alliance for Change) е либерална политическа партия в Гвиана.
Тя е основана през 2005 година от трима депутати от двете водещи партии в страната, Народната прогресивна партия и Народния национален конгрес, които си поставят за цел преодоляването на традиционното етническо разделение на политическите партии между индогвианци и афрогвианци. На изборите през следващата година партията става трета политическа сила.
На изборите през 2011 година Алиансът за промяна печели 10% от гласовете и 7 места в парламента.